# AC Hotel Gran Canaria
El AC Hotel Gran Canaria, es un rascacielos ubicado en la ciudad de Las Palmas de Gran Canaria (Islas Canarias, España). Se encuentra en el Parque Santa Catalina, no muy lejos de la Torre Woermann, otro rascacielos de la ciudad. 
El AC Hotel tiene 26 plantas y se eleva 84 metros de altura. Se encuentra cerca de la Playa de las Canteras y a muy poca distancia de Museo Elder de la Ciencia y la Tecnología.
Inaugurado en 1972 como Hotel Don Juan, ha ido cambiado de nombre a lo largo del tiempo en función de los cambios de propietario. Otros nombres han sido Los Bardinos, Sol Inn o el actual de AC Gran Canaria.